# Jugend-Basketball-Bundesliga
Die Jugend-Basketball-Bundesliga (JBBL) ist die höchste deutsche Basketballliga für Spieler im Alter von unter 16 Jahren (U16). Sie dient der Nachwuchsförderung. Der Schwerpunkt dieser Liga liegt darin, den Spielern zusätzliche Spielpraxis auf hohem Niveau gegen etwa gleich starke Jugendliche zu ermöglichen.
Die Liga ist mit der Nachwuchs-Basketball-Bundesliga gleichberechtigt, liegt jedoch vom Alter der Spieler darunter. Die JBBL ermöglicht schon eine frühe Leistungskonzentration und Ansammlung von Talenten für die Vergrößerung des Angebotes an leistungsstarken Nachwuchsspielern für die NBBL.

## Geschichte
Die JBBL ging in der Saison 2009/2010 zusammen mit der WNBL als ein Gemeinschaftsprojekt der Basketball-Bundesliga, der 2. Basketball-Bundesliga und des DBB in die erste Spielzeit. Für die erste Saison wurden von einem Ligaausschuss 48 Teams ausgewählt. Zum Stichtag am 31. Januar 2009 hatten sich 69 Mannschaften um die Teilnahme beworben.

### Grundsätze
Um das Ziel der Jugendförderung zu gewährleisten, können die Teams Spielgemeinschaften bilden und Spieler aus dritten Vereinen einsetzen. In der NBBL hat sich gezeigt, dass dies in den einzelnen regionalen Gruppen unterschiedlich gut gelingt. Da die JBBL, wie die NBBL, lediglich additiv ist, nehmen die Spieler je nach ihrem Leistungsstand zusätzlich am normalen Ligabetrieb teil.

### Meister
- 2010: IBBA Berlin
- 2011: Team ALBA Urspring
- 2012: Paderborn Baskets
- 2013: Bayer Giants Leverkusen
- 2014: Young Dragons Quakenbrück/Osnabrück
- 2015: Porsche BBA Ludwigsburg
- 2016: Eintracht Frankfurt/Skyliners Frankfurt
- 2017: Alba Berlin
- 2018: Alba Berlin
- 2019: FC Bayern München
- 2022: Ratiopharm Ulm
- 2023: Alba Berlin
- 2024: Baskets Juniors Oldenburg
- 2025  Alba Berlin

## Spielbetrieb

### Mannschaften
Erneut nehmen 56 Mannschaften an der Saison 2025/26 teil, in der Qualifikation hatten sich 34 Vereine für die sechs vakanten Startplätze beworben. Geschafft haben es schließlich das Team Baskets Bonn/Köln RAG, Buchhorn Bau Twisters Rendsburg und Basket Duisburg in der Nordhälfte sowie die HAKRO Merlins Crailsheim, das Team Halle und der DBV Charlottenburg/Berlin Tiger im Südosten. Erster Spieltag der neuen Saison ist analog zur NBBL am Sonntag, 12. Oktober 2025.
In der Saison 2025/26 sind die Mannschaften in 8 regionale Gruppen aufgeteilt:
| Vorrunde 1                      | Vorrunde 2                     | Vorrunde 3                      | Vorrunde 4                        | Vorrunde 5                 | Vorrunde 6                              | Vorrunde 7                        | Vorrunde 8                   |
| ------------------------------- | ------------------------------ | ------------------------------- | --------------------------------- | -------------------------- | --------------------------------------- | --------------------------------- | ---------------------------- |
| BG Zehlendorf                   | Basket Duisburg                | ALBA BERLIN                     | Mitteldeutsche Basketball Academy | ART Giants Düsseldorf      | Eintracht Frankfurt / Fraport Skyliners | CYBEX Talents BBC Bayreuth        | FC Bayern München Basketball |
| Bramfelder SV                   | Baskets Juniors Oldenburg      | Basketball Talents Potsdam      | MTV Wolfenbüttel                  | Bayer Giants Leverkusen    | Rhein-Neckar Metropolitans              | freakcity Academy                 | KICKZ IBAM                   |
| Buchhorn Bau Twisters Rendsburg | Metropol YoungStars Ruhr       | DBV Charlottenburg/Berlin Tiger | Rockets                           | Phoenix Hagen              | Roth Energie BBA Giessen 46ers          | HAKRO Merlins Crailsheim          | Oberpfalz Hunters            |
| Hamburg Towers                  | Paderborn Baskets              | Dresden Titans                  | Sartorius Youngsters              | RheinStars Köln            | Team Frankfurt                          | MTV Stuttgart 1843                | OrangeAcademy                |
| ROSTOCK SEAWOLVES               | RASTA Academy                  | Friedenauer TSC                 | Science City Jena                 | Team Baskets Bonn/Köln RAG | Team Südhessen                          | Nürnberg Falcons                  | ratiopharm akademie Ulm      |
| SG ALBASS Berlin                | SG TV Ibbenbüren/BBC Osnabrück | NINERS Academy                  | SG Junior Löwen Braunschweig      | Team Bonn/Rhöndorf         | USC Heidelberg                          | Porsche BBA Ludwigsburg           | TEAM URSPRING                |
| SG Bernau Berlin-Nord           | UBC Münster                    | TuS Lichterfelde                | Team Halle                        | Young Lions Wuppertal      | Young Gladiators Trier                  | VR-Bank Würzburg Baskets Akademie | TS Jahn München              |

In der Saison 2024/25 sind die Mannschaften in 8 regionale Gruppen aufgeteilt:
| Gruppe 1 (Nord)           | Gruppe 2 (Nordwest)            | Gruppe 3 (Nordost)                | Gruppe 4 (Mitte/Ost)              | Gruppe 5 (Mitte/West)          | Gruppe (Rhein-Neckar-Main)              | Gruppe 7 (Südwest)         | Gruppe 8 (Südost)            |
| ------------------------- | ------------------------------ | --------------------------------- | --------------------------------- | ------------------------------ | --------------------------------------- | -------------------------- | ---------------------------- |
| Metropol YoungStars       | Gartenzaun24 Baskets Paderborn | ALBA Berlin                       | Rockets                           | BBV RheinStars                 | Eintracht Frankfurt / Fraport Skyliners | USC Heidelberg             | ratiopharm akademie Ulm      |
| UBC Münster               | Metropol YoungStars            | Mitteldeutsche Basketball Academy | Science City Jena                 | Bayer Giants Leverkusen        | Regnitztal Baskets / freakcity Academy  | MTV Stuttgart 1843         | Oberpfalz Hunters            |
| Baskets Juniors Oldenburg | BBA Hagen                      | NINERS Chemnitz Academy           | Dresden Titans                    | Team Bonn/Rhöndorf             | CYBEX Talents BBC Bayreuth              | Porsche BBA Ludwigsburg    | TS Jahn München              |
| RASTA Academy             | Phoenix Hagen                  | Dresden Titans                    | Mitteldeutsche Basketball Academy | ART Giants Düsseldorf          | Nürnberg Falcons                        | PS Karlsruhe Lions         | FC Bayern München Basketball |
| Sartorius Youngsters      | UBC Münster                    | BG Zehlendorf                     | Niners Chemnitz Academy           | Roth Energie BBA Giessen 46ers | Team Frankfurt                          | TEAM URSPRING              | KICKZ IBAM                   |
| Hamburg Towers            | charisma young bulls           | Basketball Talents Potsdam        | MTV Wolfenbüttel                  | Young Gladiators Trier         | Team Südhessen                          | Young Tigers Tübingen      | OrangeAcademy                |
| Bramfelder SV             | Sartorius Youngsters           | BG Zehlendorf                     | SG Junior Löwen Braunschweig      | Young Lions Wuppertal          | VR-Bank Würzburg Baskets Akademie       | Rhein-Neckar Metropolitans | TSV München-Ost              |

| Platz | Team                      | SP | S | N | Punkte |
| ----- | ------------------------- | -- | - | - | ------ |
| 1     | Metropol YoungStars       | 10 | 7 | 3 | 14     |
| 2     | UBC Münster               | 10 | 7 | 3 | 14     |
| 3     | Baskets Juniors Oldenburg | 10 | 5 | 5 | 10     |
| 4     | RASTA Academy             | 10 | 4 | 6 | 8      |
| 5     | Sartorius Youngsters      | 10 | 4 | 6 | 8      |
| 6     | Hamburg Towers            | 10 | 3 | 7 | 6      |

| Platz | Team                              | SP | S  | N  | Punkte |
| ----- | --------------------------------- | -- | -- | -- | ------ |
| 1     | ALBA BERLIN                       | 10 | 10 | 0  | 20     |
| 2     | Mitteldeutsche Basketball Academy | 10 | 6  | 4  | 12     |
| 3     | Niners Chemnitz Academy           | 10 | 5  | 5  | 10     |
| 4     | Dresden Titans                    | 10 | 5  | 5  | 10     |
| 5     | BG Zehlendorf                     | 10 | 4  | 6  | 8      |
| 6     | Basketball Talents Potsdam        | 10 | 0  | 10 | 0      |

| Platz | Team                            | SP | S | N | Punkte |
| ----- | ------------------------------- | -- | - | - | ------ |
| 1     | BBV RheinStars                  | 10 | 9 | 1 | 18     |
| 2     | Team Bonn/Rhöndorf              | 10 | 8 | 2 | 16     |
| 3     | Nürnberg Falcons                | 10 | 6 | 4 | 12     |
| 4     | Eintracht Frankfurt / Skyliners | 10 | 5 | 5 | 10     |
| 5     | Freak City Bamberg              | 10 | 1 | 9 | 2      |
| 6     | Young Lions Wuppertal           | 10 | 1 | 9 | 2      |

| Platz | Team                         | SP | S | N | Punkte |
| ----- | ---------------------------- | -- | - | - | ------ |
| 1     | Porsche BBA Ludwigsburg      | 10 | 9 | 1 | 18     |
| 2     | KICKZ IBAM                   | 10 | 6 | 4 | 12     |
| 3     | FC Bayern München Basketball | 10 | 5 | 5 | 10     |
| 4     | TS Jahn München              | 10 | 4 | 6 | 8      |
| 5     | MTV Stuttgart 1843           | 10 | 3 | 7 | 6      |
| 6     | TEAM URSPRING                | 10 | 3 | 7 | 6      |